# Kulturåret 1825

## Händelser
- 24 november – Arsenalen i Kungsträdgården brinner ner, varvid Operan och Dramaten tvingas dela på operahusets scen [1].

## Nya verk
- Argus i Olympen av Carl Fredric Dahlgren.
- Svea Rikes häfder av Erik Gustaf Geijer
- Nyare dikter af Vitalis av Erik Sjöberg.
- Frithiofs saga av Esaias Tegnér kommer ut i bokform.

## Födda
- 5 januari
  - Marcus Larson (död 1864), svensk landskapsmålare.
  - Jeanette Möller (död 1872), svensk konstnär.
- 5 februari – Ferdinand Fagerlin (död 1907), svensk konstnär.
- 17 februari – Albrecht Friedrich Weber (död 1901), tysk orientalist och universitetslärare.
- 18 februari – Mór Jókai (död 1904), ungersk dramatiker och novellist.
- 8 mars – Jules Barbier (död 1901), fransk librettoförfattare.
- 13 mars – Hans Fredrik Gude (död 1903), norsk målare.
- 15 april – Olof Eneroth (död 1881), svensk författare och pomolog.
- 22 april – Amanda Bergh (död 1885), svensk konstnär (tecknare).
- 24 april – Robert Michael Ballantyne (död 1894), skotsk författare.
- 1 maj – George Inness (död 1894), amerikansk landskapsmålare.
- 9 maj – James Collinson (död 1881), brittisk målare.
- 25 juli – Jules Laurens (död 1901), fransk målare och litograf.
- 21 september – Mårten Eskil Winge (död 1896), svensk konstnär.
- 11 oktober – Conrad Ferdinand Meyer (död 1898), schweizisk författare.
- 19 oktober – Jeanette Stjernström (död 1857), svensk pjäsförfattare.
- 25 oktober – Johann Strauss d.y. (död 1899), österrikisk tonsättare, kapellmästare och violinist.
- 17 november – Eugène von Stedingk (död 1871), chef för de kungliga teatrarna.
- 30 november – William Bouguereau (död 1905), fransk målare.
- 5 december – E. Marlitt (död 1887), tysk författare.
- 17 december – Thomas Woolner (död 1892), brittisk skulptör och poet.
- okänt datum – Pashko Vasa (död 1892, albansk poet och novellist.
- okänt datum – Gustafva Amalia Walin (död 1896), svensk sångare, ledamot i Kungliga Musikaliska Akademien.

## Avlidna
- 7 maj – Antonio Salieri (född 1750), italiensk tonsättare.
- 17 oktober – Peter von Winter (född 1754), tysk tonsättare.
- 14 november – Jean Paul (född 1763), tysk författare.
- 29 december – Jacques-Louis David (född 1748), fransk målare.